# Stadsgården und Skeppsbron
Die beiden Lokomotiven Stadsgården und Skeppsbron wurden 1874 von der Societe Anonyme John Cockerill in Belgien mit den Baunummern 906 und 919 für Sveriges Statsbanor gebaut.
Sie stellten eine für Schweden ungewöhnliche Form dar, da sie mit einem stehenden Kessel ausgerüstet waren. Dieser Typ war in Europa für verschiedene Aufgaben verbreitet. Sie wurden für den Einsatz auf der Hafenbahn in Södermalm in Stockholm gekauft und konnten mit ihrem kurzen Achsstand auf den im Hafenbereich verbreitet verwendeten Wagendrehscheiben gedreht werden.

## SJ N (I)
Mit der Einführung des ersten Nummernplanes für Lokomotivbaureihen wurden beide Lokomotiven 1876 durch Kungliga Järnvägsstyrelsen, allgemein als Statens Järnvägar (SJ) bekannt, in die Baureihe N (I) eingereiht. Die Stadsgården erhielt die Nummer N 173 und Skeppsbron die N 174.

## SJ Qn
1898 erfolgte eine Änderung im Nummernplan. Dadurch wurden die beiden Lokomotiven in die Baureihe Qn eingeordnet. Die Betriebsnummern blieben gleich.

## Ausmusterung
Sie wurden 1911 ausgemustert, verschrottet und durch Lokomotiven der Baureihe Qå ersetzt.